# Beast Wars Neo
Beast Wars Neo es la secuela directa de Beast Wars II, continuando los acontecimientos de la serie anterior. La serie de televisión y la línea de juguetes fueron realizadas a lo largo de 1999.
Nota: en lugar de usar los nombres japoneses de las dos facciones guerreras (Cybertron y Destron) se usarán los occidentales (Maximal y Predacon) para evitar confusiones. En Japón no hubo cambios en los nombres de las facciones como en occidente, donde se mantuvieron los originales.”

## Historia
El comandante Big Convoy, al mando de un grupo de jóvenes reclutas, se encargará de buscar por la galaxia las cápsulas de Angolmois que fueron dispersaras por Lio Convoy al finalizar Beast Wars II. Pero tendrá a Magmatron y a sus Predacons que también persiguen esos mismos objetivos pero para su propio beneficio.

## Personajes

### Los Heroicos Maximals
Big Convoy toma el mando de un joven grupo de reclutas sin experiencia a bordo de la nava Gung Ho y comienza una misión para reclamar una extraña y ancestral fuente de energon. Pero, esta energía contiene la mayor amenaza que jamás han conocido los Maximals.
- Big Convoy

El guerrero Convoy conocido como la armada de un solo hombre, es tremendamente poderoso, pero prefiere actuar solo en el campo de batalla. Posee un Gran Cañón que con un único disparo elimina a sus enemigos. Una orden de Vector Sigma lo ha colocado al mando de un grupo de jóvenes guerreros. Se transforma en un mamut.
- Longrack

Es bastante serio a la hora de seguir las órdenes al pie de la letra. Su brazo derecho es extensible y posee una pinza para sujetar a sus enemigos. Se transforma en una jirafa.
- Cohrada

Extraordinariamente poderoso en climas secos y calurosos. Un fuera de la ley, porque prefiere actuar solo y no es bueno trabajando en equipo. A veces choca con sus compañeros. Las ondas sonoras que produce con su látigo que hace de mano derecha, el “Hand Vute”, puede atravesar el acero. Se transforma en una cobra.
- Heinrad

Actúa generalmente como aturdido y vago. Tiene un reloj en su estómago, el cual le da la habilidad de manipular el tiempo. Su habilidad súper secreta es parar y estirar el tiempo por una duración limitada, hay una debilidad en su habilidad: todavía no puede controlarlo como desea. El pasado y habilidades de combate de Heinland están rodeadas de misterio. Se transforma en un mapache. 
- Stampy

Extremadamente cobarde, frustrando continuamente a sus compañeros. A pesar de todo posee gran velocidad. Sus grandes orejas pueden captar cualquier sonido por distante que sea y su velocidad y habilidades de contra-inteligencia no tienen comparación. Su comida favorita son las zanahorias espaciales. Adopta la forma de una liebre.
- Break

Fantásticamente fuerte en el frío, Break muestra el potencial de sus habilidades en mundos helados. Es descarado y saca rápidamente su genio, pero está además fuertemente comprometido con sus compañeros. Su lanzamisiles de su brazo derecho es altamente destructivo. A Break le encanta bañarse en agua fría y es bastante aseado. Adquiere la forma de un pingüino. 
- Rockbuster

Un Maximal solitario que no le gusta estar unido a ningún grupo. El duro caparazón de Roakbuster le proporciona una resistencia que equilibra con inteligencia y coraje. Sus afiladas pinzas le proporcionan armas que pueden pulverizar cualquier blindaje, no importa lo resistente que sea. Tiene una cálida amistad con sus compañeros Maximals.
- Randy

Una vez que Randy pone su atención en algo se dirige precipitadamente. Altamente paciente y honesto, a pesar de su seria personalidad no se siente bien formando parte de un grupo, y ahora es un Maximal independiente, actuando como soldado de alquiler. Su única arma es el “Charge Buster”, se transforma en un jabalí.
- Mach Kick

Fue segundo en el mando de las Thoroughbred Corps, el cual ha sido desmantelado. Posee una gran experiencia en el campo de batalla y una gran sabiduría. Su ataque del brazo derecho es muy destructivo, mientras que su hacha de la cola, una combinación de hacha y látigo, puede partir a un enemigo fácilmente en dos, se transforma en un caballo.
- Sharp Edge

Un poco corto de sentido, Sharpedge es el típico tipo que cuando una vez recibe una orden cargará sin pensárselo dos veces y sin mirar las consecuencias. Cree que continuar luchando es una prueba de que todavía está vivo. Tiene capacidad para una increíble velocidad, y su poderosa pinza oculta en su cola, conocida como “Cola de Diamante”, es su mortal arma, se transforma en un pez espada
- Bump

Un personaje muy reservado, Bump es el tipo que se da crédito por todo aquello que hace. Otros piensan sobre él como un personaje sombrío, sino que, por el contrario, es más feliz retirado en su propio mundo. Posee una piel fuerte como un caparazón, y presenta técnicas súper rápidas con sus armas situadas en sus caderas, se transforma en un armadillo. 
- Survive

Muy eficiente como comandante de asalto. Su compañero, True One, es un explorador con forma de murciélago. Tiene una no muy agradable impresión de Big Convoy porque le gusta más actuar solo, y espera a que un día el Comandante Maximal entre en su unidad y actúe como un jugador de equipo, se transforma en un oso.

### Los Malvados Predacons
El legado del antiguo Imperio Decepticon, los Predacons quieren usar el poder de un misterioso energón para que les facilite la conquista de Cybertron, ¿Pero usando este poder ancestral quizá evoquen una mortal y lejana amenaza para Magmatron y sus Predacons?
- Magmatron

Su modo bestial está formado por tres reptiles primitivos. Es un guerrero que es más salvajemente malvado que Galvatron, por una parte es violentamente entusiasta y por otra puede juzgar situaciones bastante razonablemente. Es además carismático, suficiente que incluso otros Predacons asienten su superioridad. Se transforma simultáneamente en un Giganotosaurus (dinosaurio carnívoro, bípedo), un Quetzalcoatlus (reptil alado) y un Elasmosaurus (reptil marino).
- Guiledart

Es la mano derecha de Magmatron, Guiledart puede construir varias operaciones como táctico. De los cuernos de su brazo derecho puede disparar y herir gravemente a un enemigo, mientras que la cola se convierte en un lanzador que dispara poderosos misiles. Es un tipo ambicioso, está asechando su oportunidad para avanzar de rango. Se transforma en un Triceratops.
- Saberback

Es un ser misterioso, astuto y un mentiroso por naturaleza. Usando su cola, se disfraza como una flor para atraer a sus enemigos. Usando la triple garra, los afilados talones de su mano derecha, a plena potencia, dispara un rayo láser. Uno de sus juegos es burlarse de Sling. Se transforma en un Stegosaurus. 
- Sling

Siendo de carácter correcto, Sling no piensa demasiado profundamente sobre las cosas. Es malvado, pero tiene sus oscuros e ingenuos momentos. Su brazo derecho llega a ser como una maza que penetra a través de sus enemigos, mientras que su brazo izquierdo llega a ser un escudo. Se transforma en un Dimetrodon.
- Dead End

Es un soldado modelo que le encanta la batalla. Siendo frío y solitario de temperamento, no le importa unirse a operaciones. Su crueldad es tal que puede detener a un enemigo con su “ataque de bomba espiral”, el cual lanza el caparazón de su hombro derecho, entonces ríe y da el golpe final con su “rifle mortal”. se transforma en un Ammonite.
- Hydra

Hydra no usa grandes armas, sólo una pequeña como su "Wing Shot", su mayor habilidad es su velocidad, siendo la mayor entre los Predacons. Es un táctico de excelente maestría, idea planes que realmente hace las cosas difíciles a los Maximals. Incluso se enfrentaría a Lio Convoy usando chatarra como arma. se transforma en un Pteranodon.
- Crazybolt

Es lento y parece que tenga poca fuerza, pero es el escapista más rápido de entre los Predacons. Cuando el peligro aproxima, se escapa rápidamente. El rifle de su cola es tan poderoso que puede atravesar el casco de una nave especial. Además tiende a charlar y a estar indispuesto. se transforma en un Clamidosaurio.
- Archadis

Una esterilizada orgullosa, se preocupa más de cuantas plumas pierde en una batalla. Es tremendamente habilidosa y comunicativa. Sus alas están armadas con “Wing Gundreads”, cañones de disparo rápido, y puede soltar bombas desde sus alas. Se enorgullece de la cantidad de armas que posee, incluyendo su arma del brazo derecho. se transforma en un Archaeopteryx.
“Founder Shot”.
- Hardhead

La gran protuberancia de la cabeza de Hardhead le brinda un fuerte cráneo, pero en su interior no hay exactamente empaquetado circuitos neuronales. Es un tipo terco que no escucha lo que la gente le comenta. El ataque con su cabeza es sorprendentemente destructivo. Hardhead blande un sable, y es un experto espadachín. Se transforma en Pachycephalosaurus.
- Bazooka

Una rareza entre los Predacons, Bazooka es serio y con una mente equilibrada, tiene una personalidad tipo samurái que no renegará de algo que haya dicho. Incluso Magmatron confía en él por eso. Usando el hacha situado al final de su cola, Bazooka arremete contra su enemigo abriéndole el módulo de la cabeza con su Gigaton Stomp. Se transforma en un Ankylosaurus.
- Killer Punch

El mayor recolector de información de los Predacons, se especializa en tender toda clase de trampas basadas en la información que obtiene, entonces espera y lanza ataques que engañan con astucia a su oposición. El puño de su cabeza no es sólo un ataque; posee además una función de mensajero y no permite que la información se escape de su vista, haciéndole temido tanto por amigo como por enemigo. se transforma en un Styracosaurus.

### Unicron
La más peligrosa y poderosa fuerza oscura del universo. Devora lunas, planetas e incluso estrellas para alimentarse. Controla a los Blendtrons para destruir cualquier oposición y reclamar la energía perdida que lo energetizará. Teme únicamente al poder de la Matriz.

### Blendtrons
Sirvientes y heraldos de Unicron. Su objetivo es obtener todas las cápsulas de energía Angolmois para así despertar a su amo y señor.
- Rartorata

Posee la forma de un pez león y una avispa fusionadas juntas. Tiene el corazón más cruel de entre los Blendtrons. Sacrificaría a sus propios compañeros por el propósito de su misión. Usa una flecha ceremonial envenenada de fuego rápido. Utiliza una cruel técnica de asesinato llamada "Dust Hornet". 
- Elephorca

Posee la forma de una orca y un elefante fusionados juntas. Cuando se enfada, un fuerte ácido líquido segrega en su cuerpo. Puede penetrar cualquier tipo de material con sus Colmillos Asesinos; dispara un líquido con su Cañón Asesino que licúa cualquier material al contacto.
- Drancron

Posee la forma de un lagarto y una libélula fusionadas juntas. Es capaz de aproximarse silenciosamente a sus enemigos y los ataca con los filos afilados de su “Drancutter”. Si algún enemigo intenta escapar, le lanza su “Crap Missile”, y observa entretenidamente como alcanza a su oponente. Cualquier plegaria es ignorada, y despiadadamente descarga el golpe mortal.

## Serie Televisión
- Nombre japonés: Beast Wars Neo Chou Seimei Tai Transformers
- Nombre japonés: 超生命体トランスフォーマー ビーストウォーズ・ネオ
- Fecha comienzo y fin: 3 de febrero de 1999 - 29 de 9 de 1999
- Hora de emisión: miércoles, 18:30-19:00
- Número de episodios: 35
- Estudio de animación: Ashi Production
- Compañía de Producción: Nippon Ad Systems (NAS), Ashi Production, TV Tokyo
- Cadena TV donde se emitió: TV Tokyo (TX)
- Director de la Serie: Osamu Sekita
- Planning: Junki Takegami (composición serie)
- Diseñador de personajes: Hiroyuki Ookawa
- Género/os: ciencia ficción, robots gigantes, viajes espaciales, aventura, bélico

## Línea de juguetes

### Maximals
- C-29 Longrack
- C-30 Corahda
- C-31 Stampy
- C-32 Break
- C-33 Rockbuster
- C-34 Randy (repintado de Razorbeast)
- C-35 Big Convoy
- C-36 Mack Kick
- C-37 Sharp Edge (remodelado y repintado de Cybershark)
- C-38 Bump (repintado de Armordillo)
- C-39 Survive (repintado de Polar Claw)
- S-3 Heinrad

### Predacons
- D-29 Guiledart
- D-30 Saberback
- D-31 Sling
- D-32 Dead End
- D-33 Hydrar (repintado de Lazorbeak)
- D-34 Crazybolt (repintado de Iguanus)
- D-35 Magmatron
- D-36 Archadis
- D-37 Hardhead (remodelado y repintado de Dinobot)
- D-38 Bazooka
- D-39 Killer Punch (remodelado y repintado de Guiledart)

### Blendtrons
- X-6 Rartorata (ligeramente repintado de Injector)
- X-7 Elephorca (repintado de Torca)
- X-8 Drancron (repintado de Sky Shadow)

### Versus Sets (Maximal versus Predacon)
- VS-29 Longrack vs Guiledart
- VS-30 Corahda vs Saberback
- VS-31 Stampy vs Sling
- VS-32 Break vs Dead End
- VS-33 Rockbuster vs Hydrar
- VS-34 Randy vs Crazybolt
- VS-35 Big Convoy vs Magmatron
- VS-36 Mack Kick vs Archadis
- VS-37 Sharp Edge vs Hardhead
- VS-38 Bump vs Bazooka
- VS-39 Survive vs Killerpunch